# ユニエスキ・マヤ
ユニエスキ・マヤ・メンディスーラ（Yunesky Maya Mendizula, 1981年8月28日 - ）は、キューバ共和国ピナール・デル・リオ出身のプロ野球選手（投手）。右投右打。

## 経歴

### キューバ時代
2003-2004シーズンからキューバ国内リーグ"セリエ・ナシオナル・デ・ベイスボル"のベゲロス・デ・ピナール・デル・リオに所属。
2004-2005シーズンにはリリーフ投手として防御率1.61で最優秀防御率を獲得。
2005年9月に第36回IBAFワールドカップのキューバ代表に選出された。
2005-2006シーズンは先発投手に転向するも成績が伸びず、7勝9敗・防御率3.79に終わった。
2006年の第1回WBCのキューバ代表に選出された。この大会では、1次リーグのパナマ戦では勝利投手となっている。7月には2006年中央アメリカ・カリブ海競技大会の野球キューバ代表に選出され、11月には第16回IBAFインターコンチネンタルカップのキューバ代表に選出されている。
2007年7月に2007年パンアメリカン競技大会の野球キューバ代表に選出された。11月には第37回IBAFワールドカップのキューバ代表に選出された。
2008-2009シーズンは再び先発に戻って防御率2位の2.22を記録した他、13勝4敗で最多勝投手、アロルディス・チャップマンの130奪三振に次ぐ2位の119奪三振となる好成績を残した。
2009年3月に開催された第2回WBCのキューバ代表に選出され2大会連続2度目の選出となった。この大会では、2度目の日本戦となる3月19日に小笠原道大に先制打を記録された。

### ナショナルズ時代
2009年夏にメキシコに亡命しようとするが失敗して代表チームから追放後、9月にドミニカ共和国へと亡命。亡命後、メジャー球団との入団交渉を行った。
2010年7月31日にワシントン・ナショナルズと総額800万ドルの4年契約を交わした。
同年9月7日にメジャーへ昇格し、同日のニューヨーク・メッツ戦でメジャーデビュー。初登板は先発し5回5安打4失点で負け投手となった。この年は5試合に登板し、0勝3敗、防御率5.88だった。
2011年3月25日にAAA級シラキュース・チーフスへ異動し、開幕をAAA級で迎えた。5月29日にトム・ゴーゼラニーが故障者リスト入りした為、メジャーへ再昇格することになった。昇格後は4試合に先発したが、0勝1敗、防御率6.86と結果を残せず、6月15日にAAA級へ降格。7月30日に再昇格し、同日のニューヨーク・メッツ戦で5.1回を5安打無失点に抑え、メジャー初勝利を挙げた。翌日の7月31日にAAA級へ降格。9月6日に再昇格したが、先発としての登板はなく、リリーフとして5試合に登板した。この年は10試合に登板し、1勝1敗、防御率5.23だった。
2012年3月15日にAAA級シラキュースへ異動。この年はAAA級で28試合に登板し、11勝10敗、防御率3.88だった。
2013年3月18日にAAA級シラキュースへ異動し、開幕をAAA級で迎えた。5月21日に再昇格。同日のサンフランシスコ・ジャイアンツ戦の同点10回裏から登板したが、パブロ・サンドバルから2点サヨナラ本塁打を打たれ、負け投手となり、5月25日にDFAとなった。5月27日にAAA級シラキュースへ降格した。結局この年は1試合の登板にとどまり、11月18日に放出された。

### ブレーブス傘下時代
2014年1月13日にアトランタ・ブレーブスとマイナー契約を結んだ。

### 斗山時代
7月25日に、不振により退団したクリス・ボルスタッドの代役として、韓国プロ野球・斗山ベアーズと契約した。
同年は11試合で2勝をあげ、2015年シーズンも再契約した。
2015年4月9日のネクセン・ヒーローズ戦でノーヒットノーランを達成した。だがそれ以降振るわず、6月13日に退団となった。

### 斗山退団後
2016年2月2日にロサンゼルス・エンゼルスとマイナー契約。
2017年は所属球団なく、オフにドミニカのウィンターリーグでプレー。
2018年7月10日にメキシカンリーグのアグアスカリエンテス・レイルロードメンと契約したが、8月1日に解雇となる。
2019年はメキシカンリーグのサルティーヨ・サラペメーカーズと契約したが、2試合の登板で13失点を喫し、4月13日に解雇となる。
2020年オフにはドミニカのウィンターリーグでプレー。

## 選手としての特徴
投球は145キロ前後の速球と縦のカーブ、チェンジアップで組み立てる投球。コントロールはかなり安定しているが、その半面、球をストライクゾーンに揃えすぎるため、時に連打を浴びることもある。

## 詳細情報

### 年度別投手成績
| 年 度     | 球 団    | 登 板 | 先 発 | 完 投 | 完 封 | 無 四 球 | 勝 利 | 敗 戦 | セ 丨 ブ | ホ 丨 ル ド | 勝 率 | 打 者 | 投 球 回 | 被 安 打 | 被 本 塁 打 | 与 四 球 | 敬 遠 | 与 死 球 | 奪 三 振 | 暴 投 | ボ 丨 ク | 失 点 | 自 責 点 | 防 御 率 | W H I P |
| --------- | -------- | ----- | ----- | ----- | ----- | -------- | ----- | ----- | -------- | ----------- | ----- | ----- | -------- | -------- | ----------- | -------- | ----- | -------- | -------- | ----- | -------- | ----- | -------- | -------- | ------- |
| 2003-2004 | PRI      | 5     | 0     | 0     | --    | --       | 2     | 0     | 0        | --          | 1.000 | 43    | 10.0     | 9        | 0           | 3        | 0     | 2        | 5        | 0     | 0        | 3     | 1        | 0.90     | 1.20    |
| 2004-2005 | PRI      | 36    | 1     | 0     | --    | --       | 5     | 2     | 7        | --          | .714  | 369   | 89.2     | 72       | 0           | 30       | 2     | 2        | 82       | 5     | 0        | 22    | 16       | 1.61     | 1.14    |
| 2005-2006 | PRI      | 21    | 18    | 4     | --    | --       | 7     | 9     | 0        | --          | .438  | 523   | 118.2    | 144      | 9           | 36       | 5     | 5        | 100      | 8     | 0        | 58    | 50       | 3.79     | 1.52    |
| 2006-2007 | PRI      | 29    | 4     | 0     | --    | --       | 6     | 3     | 13       | --          | .667  | 347   | 90.0     | 66       | 4           | 24       | 5     | 5        | 71       | 6     | 0        | 15    | 14       | 1.40     | 1.00    |
| 2007-2008 | PRI      | 30    | 3     | 1     | --    | --       | 6     | 8     | 8        | --          | .429  | 318   | 73.2     | 73       | 5           | 28       | 7     | 7        | 69       | 3     | 0        | 33    | 27       | 3.30     | 1.37    |
| 2008-2009 | PRI      | 21    | 19    | 7     | --    | --       | 13    | 4     | 1        | --          | .765  | 584   | 146.0    | 113      | 7           | 40       | 1     | 1        | 119      | 6     | 0        | 39    | 36       | 2.22     | 1.05    |
| 2010      | WSH      | 5     | 5     | 0     | 0     | 0        | 0     | 3     | 0        | 0           | .000  | 118   | 26.0     | 30       | 3           | 11       | 1     | 2        | 12       | 3     | 2        | 18    | 17       | 5.88     | 1.58    |
| 2011      | WSH      | 10    | 5     | 0     | 0     | 0        | 1     | 1     | 0        | 0           | .500  | 124   | 32.2     | 40       | 3           | 10       | 2     | 2        | 15       | 0     | 1        | 19    | 19       | 5.23     | 1.53    |
| 2013      | WSH      | 1     | 0     | 0     | 0     | 0        | 0     | 1     | 0        | 0           | .000  | 3     | 0.1      | 2        | 1           | 0        | 0     | 0        | 0        | 0     | 0        | 2     | 2        | 54.00    | 6.00    |
| 2014      | 斗山     | 11    | 11    | 1     | 0     | 0        | 2     | 4     | 0        | 0           | .333  | 278   | 63.0     | 67       | 6           | 24       | 0     | 4        | 54       | 2     | 0        | 36    | 34       | 4.86     | 1.44    |
| 2015      | 斗山     | 13    | 13    | 1     | 1     | 0        | 2     | 5     | 0        | 0           | .286  | 317   | 68.1     | 83       | 6           | 31       | 2     | 5        | 62       | 0     | 3        | 62    | 62       | 8.17     | 1.67    |
| CNS：6年  | CNS：6年 | 142   | 45    | 12    | --    | --       | 39    | 26    | 29       | --          | .600  | 2184  | 528.0    | 473      | 25          | 161      | 20    | 22       | 446      | 28    | 0        | 170   | 144      | 2.45     | 1.21    |
| MLB：3年  | MLB：3年 | 16    | 10    | 0     | 0     | 0        | 1     | 5     | 0        | 0           | .167  | 263   | 59.0     | 72       | 7           | 21       | 3     | 4        | 27       | 3     | 3        | 39    | 38       | 5.80     | 1.58    |
| KBO：2年  | KBO：2年 | 24    | 24    | 2     | 1     | 0        | 4     | 9     | 0        | 0           | .308  | 595   | 131.1    | 150      | 12          | 55       | 2     | 9        | 116      | 2     | 3        | 98    | 96       | 6.58     | 1.56    |

- 2022年度シーズン終了時
- 各年度の太字はリーグ最高
- キューバで通常用いられる個人通算成績は、プレーオフや選抜リーグなども合算するため、この表の合計とは一致しない

### 背番号
- 29（2010年 - 2011年）
- 31（2013年）
- 19（2014年 - 2015年）

### 代表歴
- 2005 IBAFワールドカップ キューバ代表
- 2006 ワールド・ベースボール・クラシック・キューバ代表
- 2006年中央アメリカ・カリブ海競技大会野球キューバ代表
- 2006 IBAFインターコンチネンタルカップ キューバ代表
- 2007年パンアメリカン競技大会野球キューバ代表
- 2007 IBAFワールドカップ キューバ代表
- 2009 ワールド・ベースボール・クラシック・キューバ代表